# Trichillum adjunctum
Trichillum adjunctum là một loài bọ cánh cứng trong họ Bọ hung (Scarabaeidae).